# Travail en équipe

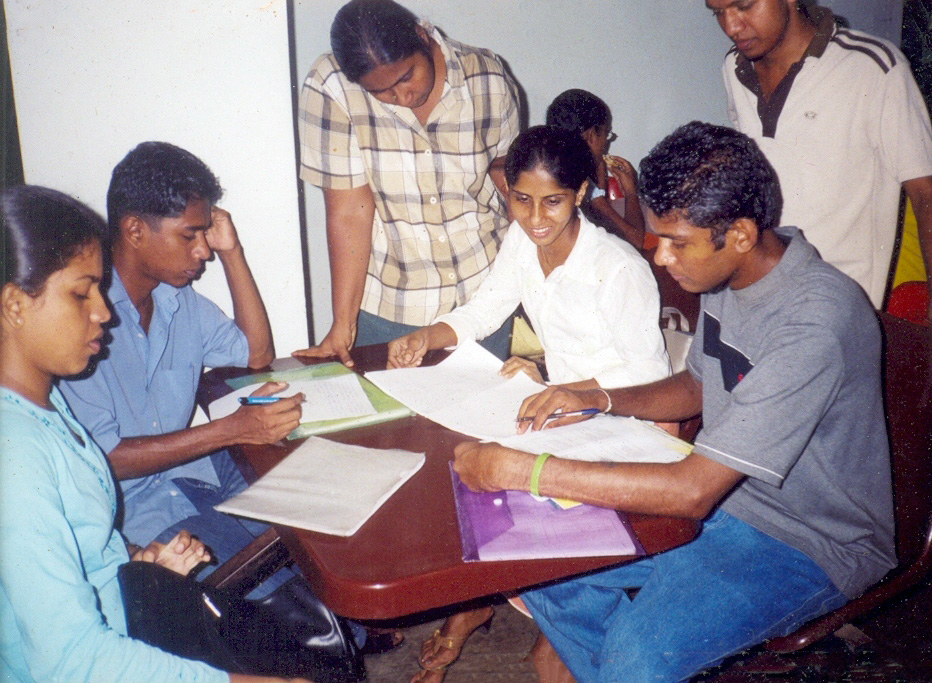
Groupe de personnes travaillant en équipe

Le travail en équipe est un travail (intellectuel ou manuel) effectué par un groupe dans un climat d'entraide et de coopération spontanée.
C'est un mode psychosociologique de travail.
Si un équipage est la plupart du temps contraint de travailler en équipe,  il est difficile de travailler en équipe en grand groupe.
Le travail d'équipe en est le résultat.